# Malt (dokumentarfilm)
|  | Denne artikel er oprettet af botten Steenthbot ud fra en ekstern database. Den kan derfor have sproglige fejl eller mangler. Denne skabelon kan fjernes efter kontrol af indholdet. |

Malt er en dansk dokumentarfilm fra 1958 instrueret af Ib Dam og efter manuskript af Henning Nystad.

## Handling
Filmen følger byg fra landbruget til malteriet og gennemgår dels tegnefilm og dels i realoptagelser i malteriet de forskellige behandlinger og processer, som byg gennemgår under fremstillingen til malt.